# خسرو حمزوی
خسرو حمزوی (زادهٔ ۱۵ شهریور ۱۳۰۸) نویسنده و شاعر ایرانی است.

## سرگذشت
تحصیلات حمزوی در رشتهٔ اقتصاد بود، اما از آغاز جوانی به نویسندگی و شاعری روی آورد. حمزوی با رمان شهری که زیر درختان سدر مرد (۱۳۷۹) برندهٔ دورهٔ دوم جایزه منتقدان و نویسندگان مطبوعاتی و همچنین نامزد دریافت جایزهٔ مهرگان در سال ۱۳۸۰ شد. پس از سالِ ۱۴۰۰ هیچ اثر جدیدی از او منتشر نشده‌است. به‌گفتهٔ خودش سه کارش، یعنی افسانهٔ مامیران و در بیشه‌های آسوریک و در هرم نیم‌روز، در انتظار دریافت مجوّز نشر مانده‌است.

## کتاب‌ها
- خیزران، ۱۳۳۵
- پادزهر، ۱۳۳۶
- مقدمه‌ای بر دلار اروپایی، ۱۳۵۱
- وقتی سَموم بر تن یک ساق می‌وزید، ۱۳۷۱
- شهری که زیر درختان سدر مرد، ۱۳۷۹
- خش‌خش تن برهنهٔ خاک، ۱۳۸۱
- آسیابان سور، ۱۳۸۲
- خ‍ان‍ه‌ای در ک‍ال س‍وس‍ن، از م‍ن م‍پ‍رس ک‍ه‍.ش‍ب چ‍ی‌س‍ت، ۱۳۸۳
- از رگ هر تاک دشت سایه‌ها، ۱۳۸۳
- به رنگ برگ‌های سپیدار، ۱۳۸۶
- چنگال سیمرغ، ۱۴۰۰